# Schloss Rued
Das Schloss Rued ist ein kleines Schloss in der Gemeinde Schlossrued im Schweizer Kanton Aargau. Es befindet sich auf einem 50 Meter hohen Felsvorsprung nördlich des Dorfes und entstand auf den Grundmauern einer mittelalterlichen Burg.

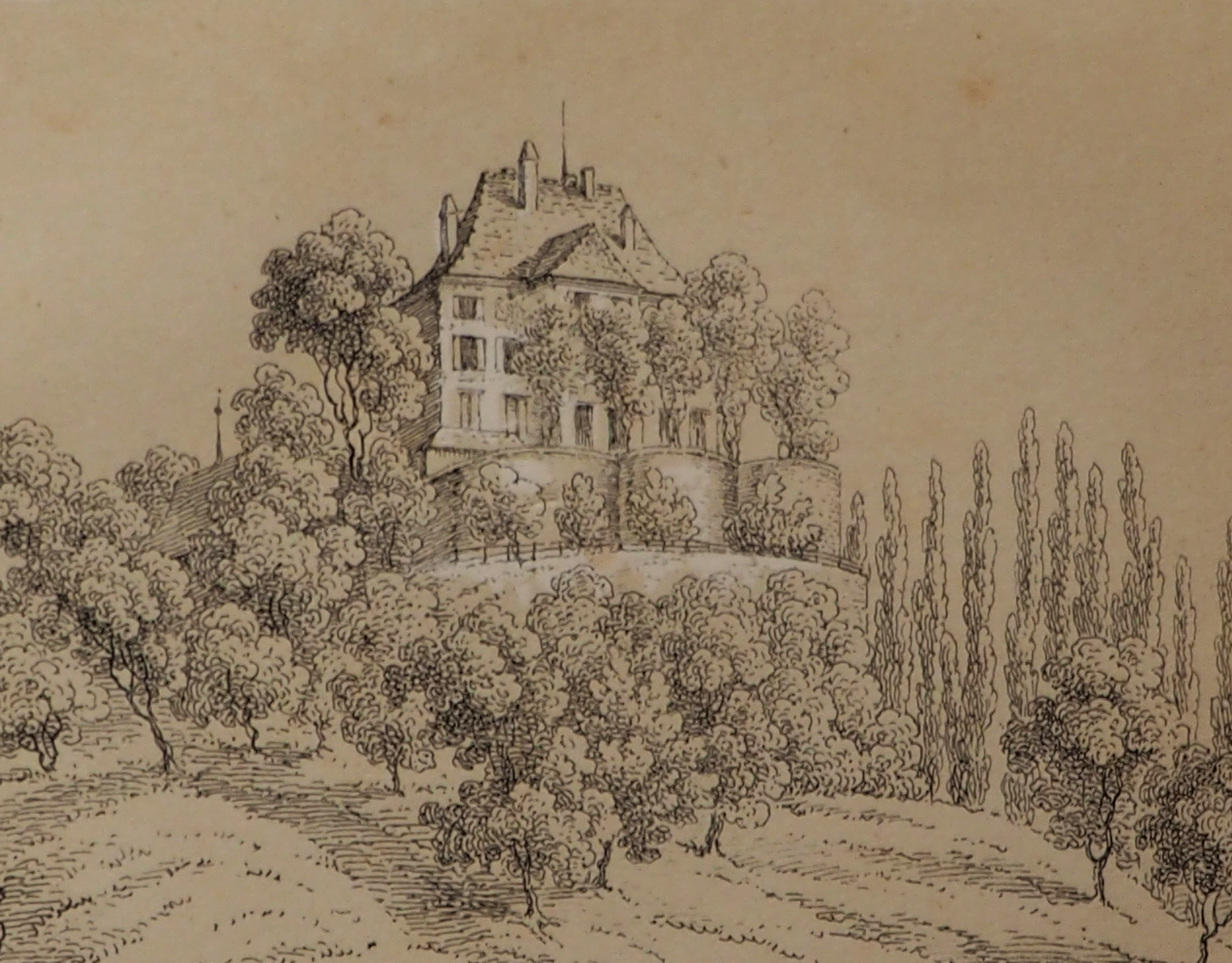
Schloss Rued, Lithographie von Johann Friedrich Wagner (1840)

## Geschichte
Im Jahr 1155 wurden erstmals die Herren von Ruoda erwähnt. Diese waren Ministeriale der Kyburger, ab 1264 der Habsburger. Ihr Stammsitz, die Burg Alt-Rued, lag einst auf der südlichen Talseite in rund vierhundert Metern Entfernung, wurde aber im 11. oder 12. Jahrhundert aufgegeben und 1386 von den Eidgenossen während des Sempacherkriegs zerstört.
Das Geschlecht von Ruoda starb 1369 aus. Die Herrschaft Rued, die neben dem Ruedertal auch die Dörfer Kirchleerau und Moosleerau umfasste, gelangte durch Erbschaft an die Herren von Büttikon, 1429 an die Herren von Rüssegg. Ab ungefähr 1450 gehörte die Herrschaft Rued der Familie von Scharnachthal, ab 1491 der bürgerlichen Familie Herport aus Willisau. 1520 erwarb Glado May Burg und Herrschaft. Die May stammten ursprünglich aus der Lombardei und hatten im Patriziat der Stadt Bern eine einflussreiche Stellung erlangt.
1775 wurde die mittelalterliche Burg bei einem Grossbrand vollständig zerstört. Zwischen 1792 und 1796 errichtete Baumeister Carl Ahasver von Sinner im Auftrag des Herrschaftsherrn Carl Friedrich Rudolf May an derselben Stelle ein Schloss. May übergab 1838 das Schlossgut seinem jüngsten Sohn Friedrich Amadeus Sigmund von May.
Mit Ausnahme der Südostseite liess Sinner die Hauptmauern der Burg abreissen, der Bauschutt diente zum Auffüllen des ehemaligen Burggrabens. Nach 1803 war hier während einigen Jahren das Gerichtsarchiv des Bezirks Kulm eingerichtet, da im Bezirkshauptort Unterkulm entsprechende Räumlichkeiten fehlten. Die Familie von May bewohnte das Schloss Rued bis 1861 und verkaufte es dann weiter. Bis heute ist das Schloss in Privatbesitz.
Im Jahre 2015 wurde das Schloss aussen renoviert. Die dringend notwendige Innensanierung zog sich wegen eines Beschwerdeverfahrens in die Länge und konnte erst im Frühjahr 2018 abgeschlossen werden.

## Gebäude
Das Schloss steht nordöstlich des Dorfzentrums auf einer ins Ruedertal hervorspringenden Hügelkuppe und präsentiert sich als viergeschossiger, kubischer Bau im frühklassizistischen Stil. Mit dem hohen Walmdach und dem talseitigen turmartigen Mittelrisalit ähnelt das Schloss einem Berner Landhaus, weicht aber aufgrund seiner Wuchtigkeit von diesem Typus ab. Vom Vorplatz an der hinteren Seite führt eine Freitreppe zum Haupteingang. Konzentrisch umgibt eine untere Terrasse das Schloss und die vorgelagerte obere Terrasse. Beide Terrassen sind vom Vorgängerbau übernommen worden.